# Kerékpározás a 2004. évi nyári olimpiai játékokon
A 2004. évi nyári olimpiai játékokon a kerékpárversenyek tizennyolc számból álltak.

## Férfi

### Éremtáblázat
| A 2004. évi nyári olimpiai játékok éremtáblázata férfi kerékpározásban | A 2004. évi nyári olimpiai játékok éremtáblázata férfi kerékpározásban | A 2004. évi nyári olimpiai játékok éremtáblázata férfi kerékpározásban | A 2004. évi nyári olimpiai játékok éremtáblázata férfi kerékpározásban | A 2004. évi nyári olimpiai játékok éremtáblázata férfi kerékpározásban | Olimpia  |
| ---------------------------------------------------------------------- | ---------------------------------------------------------------------- | ---------------------------------------------------------------------- | ---------------------------------------------------------------------- | ---------------------------------------------------------------------- | -------- |
|                                                                        | Ország                                                                 | Arany                                                                  | Ezüst                                                                  | Bronz                                                                  | Összesen |
| 1.                                                                     | Ausztrália (AUS)                                                       | 4                                                                      | 1                                                                      | 2                                                                      | 7        |
| 2.                                                                     | Nagy-Britannia (GBR)                                                   | 2                                                                      | 1                                                                      | 1                                                                      | 4        |
| 3.                                                                     | Oroszország (RUS)                                                      | 2                                                                      | 0                                                                      | 0                                                                      | 2        |
| 4.                                                                     | Franciaország (FRA)                                                    | 1                                                                      | 1                                                                      | 1                                                                      | 3        |
| 5.                                                                     | Németország (GER)                                                      | 1                                                                      | 0                                                                      | 3                                                                      | 4        |
| 6.                                                                     | Olaszország (ITA)                                                      | 1                                                                      | 0                                                                      | 0                                                                      | 1        |
|                                                                        |                                                                        |                                                                        |                                                                        |                                                                        |          |
| 7.                                                                     | Spanyolország (ESP)                                                    | 0                                                                      | 3                                                                      | 2                                                                      | 5        |
| 8.                                                                     | Hollandia (NED)                                                        | 0                                                                      | 1                                                                      | 1                                                                      | 2        |
| 9.                                                                     | Egyesült Államok (USA)                                                 | 0                                                                      | 1                                                                      | 0                                                                      | 1        |
| 9.                                                                     | Japán (JPN)                                                            | 0                                                                      | 1                                                                      | 0                                                                      | 1        |
| 9.                                                                     | Portugália (POR)                                                       | 0                                                                      | 1                                                                      | 0                                                                      | 1        |
| 9.                                                                     | Svájc (SUI)                                                            | 0                                                                      | 1                                                                      | 0                                                                      | 1        |
|                                                                        |                                                                        |                                                                        |                                                                        |                                                                        |          |
| 13.                                                                    | Belgium (BEL)                                                          | 0                                                                      | 0                                                                      | 1                                                                      | 1        |
|                                                                        |                                                                        |                                                                        |                                                                        |                                                                        |          |
| Összesen                                                               | Összesen                                                               | 11                                                                     | 11                                                                     | 11                                                                     | 33       |

### Érmesek
| A 2000. évi nyári olimpiai játékok érmesei férfi kerékpározásban |                                                                                  |                                                                                     |                                                                                      |
| Versenyszám                                                      | Arany                                                                            | Ezüst                                                                               | Bronz                                                                                |
| Hegyi-kerékpározás                                               | Julien Absalon · Franciaország (FRA)                                             | José Antonio Hermida · Spanyolország (ESP)                                          | Bart Bentjens · Hollandia (NED)                                                      |
| Országúti időfutam                                               | Vjacseszlav Jekimov · Oroszország (RUS)                                          | Bobby Julich · Egyesült Államok (USA)                                               | Michael Rogers · Ausztrália (AUS)                                                    |
| Országúti mezőnyverseny                                          | Paolo Bettini · Olaszország (ITA)                                                | Sergio Paulinho · Portugália (POR)                                                  | Axel Merckx · Belgium (BEL)                                                          |
| 1 km időfutam                                                    | Chris Hoy · Nagy-Britannia (GBR)                                                 | Arnaud Tournant · Franciaország (FRA)                                               | Stefan Nimke · Németország (GER)                                                     |
| 4000 méter egyéni üldözőverseny                                  | Bradley Wiggins · Nagy-Britannia (GBR)                                           | Bradley McGee · Ausztrália (AUS)                                                    | Sergi Escobar · Spanyolország (ESP)                                                  |
| 4000 méter csapat üldözőverseny                                  | Ausztrália (AUS) · Graeme Brown · Brett Lancaster · Bradley McGee · Luke Roberts | Nagy-Britannia (GBR) · Steve Cummings · Rob Hayles · Paul Manning · Bradley Wiggins | Spanyolország (ESP) · Carlos Castaño · Sergi Escobar · Asier Maeztu · Carlos Torrent |
| Keirin                                                           | Ryan Bayley · Ausztrália (AUS)                                                   | José Antonio Escuredo · Spanyolország (ESP)                                         | Shane Kelly · Ausztrália (AUS)                                                       |
| Madison                                                          | Ausztrália (AUS) · Graeme Brown · Stuart O Grady                                 | Svájc (SUI) · Franco Marvulli · Bruno Risi                                          | Nagy-Britannia (GBR) · Rob Hayles · Bradley Wiggins                                  |
| Pontverseny                                                      | Mihail Ignatyjev · Oroszország (RUS)                                             | Joan Llaneras · Spanyolország (ESP)                                                 | Guido Fulst · Németország (GER)                                                      |
| Sprint egyéni verseny                                            | Ryan Bayley · Ausztrália (AUS)                                                   | Theo Bos · Hollandia (NED)                                                          | René Wolff · Németország (GER)                                                       |
| Sprint csapatverseny                                             | Németország (GER) · Jens Fiedler · Stefan Nimke · René Wolff                     | Japán (JPN) · Fusimi Tosiaki · Inue Maszaki · Nagacuka Tomohiro                     | Franciaország (FRA) · Mickael Bourgain · Laurent Gané · Arnaud Tournant              |

## Női

### Éremtáblázat
| A 2004. évi nyári olimpiai játékok éremtáblázata női kerékpározásban | A 2004. évi nyári olimpiai játékok éremtáblázata női kerékpározásban | A 2004. évi nyári olimpiai játékok éremtáblázata női kerékpározásban | A 2004. évi nyári olimpiai játékok éremtáblázata női kerékpározásban | A 2004. évi nyári olimpiai játékok éremtáblázata női kerékpározásban | Olimpia  |
| -------------------------------------------------------------------- | -------------------------------------------------------------------- | -------------------------------------------------------------------- | -------------------------------------------------------------------- | -------------------------------------------------------------------- | -------- |
|                                                                      | Ország                                                               | Arany                                                                | Ezüst                                                                | Bronz                                                                | Összesen |
| 1.                                                                   | Ausztrália (AUS)                                                     | 2                                                                    | 1                                                                    | 1                                                                    | 4        |
| 2.                                                                   | Oroszország (RUS)                                                    | 1                                                                    | 1                                                                    | 1                                                                    | 3        |
| 3.                                                                   | Kanada (CAN)                                                         | 1                                                                    | 1                                                                    | 0                                                                    | 2        |
| 4.                                                                   | Hollandia (NED)                                                      | 1                                                                    | 0                                                                    | 1                                                                    | 2        |
| 5.                                                                   | Norvégia (NOR)                                                       | 1                                                                    | 0                                                                    | 0                                                                    | 1        |
| 5.                                                                   | Új-Zéland (NZL)                                                      | 1                                                                    | 0                                                                    | 0                                                                    | 1        |
|                                                                      |                                                                      |                                                                      |                                                                      |                                                                      |          |
| 7.                                                                   | Németország (GER)                                                    | 0                                                                    | 1                                                                    | 1                                                                    | 2        |
| 8.                                                                   | Egyesült Államok (USA)                                               | 0                                                                    | 1                                                                    | 0                                                                    | 1        |
| 8.                                                                   | Kína (CHN)                                                           | 0                                                                    | 1                                                                    | 0                                                                    | 1        |
| 8.                                                                   | Mexikó (MEX)                                                         | 0                                                                    | 1                                                                    | 0                                                                    | 1        |
|                                                                      |                                                                      |                                                                      |                                                                      |                                                                      |          |
| 11.                                                                  | Fehéroroszország (BLR)                                               | 0                                                                    | 0                                                                    | 1                                                                    | 1        |
| 11.                                                                  | Kolumbia (COL)                                                       | 0                                                                    | 0                                                                    | 1                                                                    | 1        |
| 11.                                                                  | Svájc (SUI)                                                          | 0                                                                    | 0                                                                    | 1                                                                    | 1        |
|                                                                      |                                                                      |                                                                      |                                                                      |                                                                      |          |
| Összesen                                                             | Összesen                                                             | 7                                                                    | 7                                                                    | 7                                                                    | 21       |

### Érmesek
| A 2004. évi nyári olimpiai játékok érmesei női kerékpározásban |                                                 |                                              |                                                 |
| Versenyszám                                                    | Arany                                           | Ezüst                                        | Bronz                                           |
| Hegyi-kerékpározás                                             | Gunn Rita Dahle-Flesjå · Norvégia (NOR)         | Marie-Hélène Prémont · Kanada (CAN)          | Sabine Spitz · Németország (GER)                |
| Országúti időfutam                                             | Leontien Zijlaard-van Moorsel · Hollandia (NED) | Deirdre Demet-Barry · Egyesült Államok (USA) | Karin Thürig · Svájc (SUI)                      |
| Országúti mezőnyverseny                                        | Sara Carrigan · Ausztrália (AUS)                | Judith Arndt · Németország (GER)             | Olga Szljuszareva · Oroszország (RUS)           |
| 500 m időfutam                                                 | Anna Meares · Ausztrália (AUS)                  | Csiang Jung-hua (Jiang Yonghua) · Kína (CHN) | Natallja Cilinszkaja · Fehéroroszország (BLR)   |
| 3000 méter egyéni üldözőverseny                                | Sarah Ulmer · Új-Zéland (NZL)                   | Katie Mactier · Ausztrália (AUS)             | Leontien Zijlaard-van Moorsel · Hollandia (NED) |
| Pontverseny                                                    | Olga Szljuszareva · Oroszország (RUS)           | Belem Guerrero Mendez · Mexikó (MEX)         | María Luisa Calle · Kolumbia (COL)              |
| Sprint egyéni verseny                                          | Lori-Ann Muenzer · Kanada (CAN)                 | Tamila Abaszova · Oroszország (RUS)          | Anna Maeres · Ausztrália (AUS)                  |

- A női pontverseny 3. helyen célba ért kolumbiai María Luisa Callét doppingolás miatt utólag megfosztották bronzérmétől,[2] azonban később visszakapta érmét.